# 2024年世界水泳選手権モーリタニア選手団
2024年世界水泳選手権モーリタニア選手団は、2024年2月2日から2月18日までカタールのドーハで開催された第21回世界水泳選手権のモーリタニア選手団、およびその競技結果。モーリタニアの世界水泳選手権出場は、2011年の第14回世界水泳選手権以来13年7大会ぶりとなった。

## 選手団
- 人員: 選手 1人

## 選手名簿・結果
| 選手           | 種目           | 予選   | 予選 | 準決勝   | 準決勝   | 決勝     | 決勝     |
| 選手           | 種目           | 結果   | 順位 | 結果     | 順位     | 結果     | 順位     |
| -------------- | -------------- | ------ | ---- | -------- | -------- | -------- | -------- |
| カミル・ドゥア | 男子50m自由形  | 25秒93 | 89位 | 予選敗退 | 予選敗退 | 予選敗退 | 予選敗退 |
| カミル・ドゥア | 男子100m自由形 | 57秒80 | 95位 | 予選敗退 | 予選敗退 | 予選敗退 | 予選敗退 |